# The Mississippi Gambler (película de 1953)
El caballero del Mississippi (The Mississippi Gambler) es una película ambientada en la época dorada del río Misisipi como vía de transporte principal entre varias regiones del sur de los Estados Unidos.

## Argumento
Mark Fallon (Tyrone Power) es un jugador profesional en los barcos del Misisipi. Junto con un compañero quiere conseguir erradicar en los barcos los engaños y las trampas en el juego. Los antiguos jugadores se oponen y de esta forma Fallon tiene problemas. Conoce en uno de sus viajes también a Angelique (Piper Laurie), la cual no obstante le ignora. Una vez en Nueva Orleans, Fallon se hace amigo del padre de Angelique, lo que a ella le disgusta. Viaje tras viaje, Fallon se hace más rico con las ganancias del juego y desea pedir la mano de Angelique, pero ella se sigue oponiendo.

## Premios
La película fue nominada al Oscar al Mejor Sonido.